# Chim sâu mũ ôliu
Chim sâu mũ ôliu (danh pháp hai phần: Dicaeum nigrilore) là một loài chim lá thuộc chi Dicaeum trong họ Chim sâu.